# ثعبان الماء كبير الرأس
ثعبان الماء كبير الرأس أو نطريق كبير الرأس (الاسم العلمي: Natrix megalocephala) (بالإنجليزية: Large-headed water snake)‏ هو نوع من الزواحف يتبع جنس النطريق من فصيلة الأحناش. يستوطن مناطق بلاد القوقاز مثل روسيا وأذربيجان وجورجيا وتركيا.